# Nakayohi Mogudan
Nakayohi Mogudan, conosciuto anche come  Yukinobu Azumi (...), è un fumettista e illustratore giapponese.
Artista hentai dallo stile inconfondibile, è noto soprattutto per il suo dōjinshi basato sul personaggio di Rei Ayanami. Ha illustrato inoltre la serie di light novel Scrapped Princess pubblicata sulla rivista Gekkan Dragon Magazine e ha contribuito al disegno dei personaggi di alcuni videogame, come ad esempio Brave Soul.